# Gülben Ergen
Gülben Ergen é uma cantora turca e actriz de cinema e televisão.

## Biografia
Nasceu em Istambul, Turquia, a 25 de agosto de 1972.
Foi nomeada Miss Cinema 1987 e, após terminar a secundária, procurou uma carreira como modelo.
Em 1988 perdeu o seu irmão mais velho num acidente de tráfico.
Casou-se com Mustafa Erdogan, fundador do grupo de música de dança Fire of Anatolia, a 5 de setembro de 2004, e tiveram o seu primeiro filho, Atlas Erdogan, a 18 de janeiro de 2007. A 22 de junho de 2009 o casal teve os gémeos Ares e Güney. O casal terminou a sua relação em abril de 2012.
A 27 de setembro de 2014, casou-se com o editor de TV Erhan Çelik. Após 2 anos de casamento, divorciaram-se a 6 de dezembro de 2016.

## Carreira
O seu papel mais famoso é provavelmente o de Melek em Dêemı, a versão turca de The Nanny, pelo qual ganhou o prémio de melhor actriz nos Golden Butterfly Awards.

## Discografia
Álbuns
- Merhaba (1997)[17]
- Kör Aşık (1999)[18]
- Sade ve Sadece (2002)[19][20]
- Uçacaksın (2004)[21]
- Gülben Ergen Live in İstanbul (2005)[22][23]
- 9+1 Fıkır Fıkır (2005)
- Gülben Ergen (2006)[24][25]
- Aşk Hiç Bitmez (2008)[26]
- Uzun Yol Şarkıları (2009)[27][28][29]
- Şıkır Şıkır (2011)[30]
- Hayat Bi Gün (2011)
- Durdurun Dünyayı (2012)
- Sen (2013)
- Kalbimi Koydum (2015)[31]
- Esasen (2017)

## Filmografia
- 1988 Biz Ayrılamayız
- 1988 Deniz Eıldızı
- 1989 Av
- 1990 Têmımın Çiftliği (TRT)
- 1991 Kanun Savaşçıları (TRT)
- 1992 İşgal Altında (TRT)
- 1994 İki Kız Kardeş (Show de TV)
- 1997 Fırat (Star TV)
- 1998 Marziye (TGRT)
- 1998 Gümbür Gümbür Gülbence (TGRT)
- 2001 Dêemı [Remake de The Nanny] (Show de TV, atv, Star TV)
- 2002 Hürrem Sultan (Star TV)[32][33]
- 2006 Gönül (Kanal D)
- 2008 Gülben Ergen'lhe Sürpriz (atv, talk show)
- 2009 Popstar Alaturka (Fox TV)
- 2011 Gülben (TRT)[34]
- 2012 Seda Sultan (TV8)
- 2012 Ender Saraç'a Sağlıklı Günler
- 2012 Benzemez Kimse Sana (Star TV)
- 2013 Gülben (Show de TV)[35][36]
- 2013 Bir Milyon Kimin? (Show de TV; júri)
- 2015 Rising Star Türkiye (TV 8)
- 2017 Vezir Parmağı